# Laboratoire européen d'anticipation politique
 (octobre 2020).
Le Laboratoire Européen d'Anticipation Politique (LEAP/ Europe2020) est un groupe de réflexion qui a élaboré et formalisé la méthode d’anticipation politique. Fondé en 1997 en tant que 'Europe2020' par Marie-Hélène Caillol (présidente depuis la création jusqu'à ce jour) et par Franck Biancheri (par ailleurs fondateur d'AEGEE-Europe et l'un des pères d'Erasmus), son site leap2040.eu présente des contenus de trois types essentiellement : gouvernance européenne, positionnement global de l’Europe, et anticipation politique, leur méthode spécifique d’analyse. LEAP publie notamment le GEAB, une lettre mensuelle diffusée en 5 langues, disponible sur abonnement et principalement dédiée à l'anticipation des phases de  la « crise systémique globale » commencée en 2007.

## Historique
LEAP est né de la prise de conscience au tournant des années 1990-2000 que le projet de construction européenne se dirigeait dans une impasse par manque de projet et de vision de long terme. L’approche de LEAP/Europe2020, selon ses fondateurs, était donc de se donner les moyens structurels et méthodologiques afin de concevoir un véritable projet politique à la taille de l’Union européenne.
Europe 2020 a été inauguré dans le contexte de la crise de la Commission Santer en 1999, par Franck Biancheri et Marie-Hélène Caillol, qui avaient anticipé les problèmes que rencontreraient les institutions européennes sans démocratisation de leur fonctionnement, analyse que la démission de la Commission Santer est venue valider. De 2000 à 2003, Europe 2020 a conduit plusieurs séminaires dits « d’anticipation » (« EU Governance 2020 » et « EU Enlargement »  notamment) en partenariat avec la Commission européenne et les Ministères nationaux des Affaires Etrangères. La compilation des synthèses de tous ces travaux a donné naissance au document : « Vision Europe 2020 ». En préambule de ce document, une série de recommandations stratégiques a été soumise au débat citoyen dans le cadre d’un marathon démocratique à travers 100 villes de toute l’UE de l’époque, le Newropeans Democracy Marathon,, pour lequel Franck Biancheri a été nommé l’un des 20 héros européens de l’année 2003 par les lecteurs du Time, et reconnu deux fois parmi des personnalités de rang européen.
À partir de fin 2005, dans des conférences, et en février 2006 dans le GEAB numéro 2 (GlobalEurope Anticipation Bulletin), LEAP/Europe2020 annonce avant tout autre organisme l’explosion prochaine de la bulle financière et immobilière apparue depuis les années 2000, ses principales étapes ainsi que ses conséquences possibles dans différents pays du monde. La crise financière commencée en juillet 2007 valide une grande partie de ses analyses et de ses méthodes d’anticipation.
En juin 2019, juste après les élections européennes, LEAP devient symboliquement LEAP 2040. Une redéfinition fondamentale des relations entre les nations européennes est en cours et la nouvelle génération doit pouvoir réfléchir et dessiner cette nouvelle Europe, l'objectif de LEAP 2040 est de permettre à tous de participer à cette réflexion.

## Organisation
Le Laboratoire européen d’anticipation politique LEAP est composé d'une équipe de recherche à temps plein et d’une quarantaine de chercheurs et contributeurs occasionnels, disséminés dans toutes les régions du monde, et dans diverses spécialités. L’association anime une « communauté » d’environ 10.000 membres et followers, englobant participants actifs, et lecteurs du GEAB ou des articles publics du LEAP.

## Financement
Le LEAP est auto-financé par les souscriptions au GEAB, ce qui lui donne un gage d'indépendance financière sans équivalent pour un think-tank.

## Objectifs
Le Laboratoire d'Anticipation Politique soutient des initiatives innovantes qui peuvent aider à faire face aux défis centraux des prochaines décennies :
1. Union politique et démocratique de la zone euro (publications, conférences), projet d’ « Assemblée Citoyenne de l’Euroland »[16]
2. Rapprochement Euro-BRICS (séminaires académiques, Sommet des Jeunes Leaders Euro-BRICS, participation à des événements internationaux)[17]
3. Anticipation politique « Occupy the future » dans le cadre de partenariats avec des associations de jeunesse (AEGEE-Europe)[18] ou des instituts d’enseignement (INSEECU)[19]
4. Appels et actions en faveur d’une réinvention de l’éducation en Europe : Lettre ouverte à un « Plan Marshall pour l’éducation et la formation », dans le cadre du Collectif EU Résilience[20].

## La méthode de travail du LEAP
Comme son nom l’indique, le Laboratoire Européen d’Anticipation Politique fonde ses travaux sur une méthode originale, l’anticipation politique. Cette méthode empiriquement développée au fil du parcours original des fondateurs du think-tank - et en particulier celui de Franck Biancheri, politologue et activiste européen – se fonde sur un manifeste de « démocratisation de l’avenir par sa rationalisation » : l’avenir n’est pas un domaine réservé aux experts et élites, tout citoyen a le droit de s’exprimer sur l’avenir sur la base d’une démarche exploratoire fondée sur le repérage et la collecte des documents et indicateurs d’avenir… L’anticipation politique affirme en effet une matérialité de l’avenir comme l’histoire a affirmé une matérialité du passé. L’avenir est donc un territoire temporel que les enjeux démocratiques du XXIe siècle obligent les citoyens à apprendre à explorer, compte tenu du fait que, dans un monde complexe, on n’avance pas en terrain vierge mais au contraire dans un paysage notamment plein des stratégies de ses multiples acteurs.
Sur le plan méthodologique, l’anticipation consiste à installer des systèmes d’information adaptés, à produire des discours rationnels sur l’avenir, à adjoindre des mécanismes spécifiques de vérification et de validation des anticipations, et à insérer des mécaniques de retour d’expérience et de mise à jour.
En opposition avec les thèses des transhumanistes, l’anticipation politique affirme que l’humain peut et doit rester central dans la maîtrise de son destin – y compris mais pas seulement lorsqu’il s’adjoint les puissants outils du big data.
Le LEAP a pour caractéristique d’aborder l’avenir de trois manières complémentaires :
- théorique (manuels, publications scientifiques, participation à des réseaux de futuristes)
- appliquée (application de l’anticipation politique à l’actualité mondiale et à la crise systémique globale)
- pédagogique (cours et formations)

Fidèle à son objectif « politique » de démocratisation de l’avenir, le LEAP a noué des partenariats avec divers établissements étudiants (AEGEE-Europe) et d’enseignement (INSEEC U, Fondation Robert de Sorbon,…).
LEAP est membre de la World Future Studies Foundation depuis 2014.

## Activités
LEAP/Europe2020 structure son activité autour de quatre axes d’intervention :
L’Information : Éléments pour un débat public en Europe
- Les revues de presse, Global News Selection, Twitter

La Réflexion : L’Anticipation au service de la Prise de Décision en Europe
- Séminaires d’anticipation politique de haut niveau - relations internationales : Université d’été du GS1 France[25] TEDTalk[26], forum mondial de la littératie des futurs, organisé par l’UNESCO à Paris[27]
- Articles d’anticipation[28],[29],[30].
- Rapports, Notes de synthèse
- Lettre mensuelle confidentielle  et payante : GEAB - GlobalEurope Anticipation Bulletin, détaillant chaque mois les étapes annoncées de la "Crise systémique globale", diffusé en 5 langues.

Le Débat : Articulation entre citoyens, « experts » et institutions
- Actions menées en partenariat avec des organisations citoyennes, institutionnelles et académiques : INSEEC U, AEGEE etc.[18]

La Formation : Préparer les ressources humaines européennes de demain
- Séminaires de formation à l’anticipation politique
- Programmes de formation ad-hoc : anticipation politique, travail en réseau, innovation (INSEEC U)[19],[31]

Le directeur des études du Laboratoire Européen d'Anticipation Politique, Franck Biancheri, a publié un livre de prévisions : "Crise Mondiale - en route pour le monde d'après - France Europe Monde dans la décennie 2010-2020" aux éditions Anticipolis (octobre 2010), disponible en plusieurs langues.
La présidente du LEAP, Marie-Hélène Caillol, a dévoilé les principes fondateurs de la méthode d'anticipation politique qui est utilisé notamment pour le bulletin confidentiel GEAB,et explique cette démarche très originale et bien différente de la prospective dans un Manuel d’Anticipation Politique et dans divers articles,,.

## Le GEAB
Depuis 2006, le LEAP publie un bulletin confidentiel, le GEAB   (Global Europe Anticipation Bulletin) qui s’est fait un nom en anticipant la crise financière de 2008. La qualité et le détail de ce travail d’anticipation a attiré l’attention d’un public international nombreux issu des secteurs financiers, corporate, institutionnels, académiques ainsi que de nombreux particuliers. Depuis 2006, le GEAB s’est imposé comme la référence en matière de compréhension de ce que ses rédacteurs ont appelé dès 2006 la « crise systémique globale ». A raison de 10 numéros par an, les analystes du LEAP ont produit une somme impressionnante (de plus de 3500 pages) de réflexions, analyses et anticipations faisant d’eux les principaux experts de la crise de 2008-2020. Au fil des années, le GEAB a accumulé des succès en anticipant correctement les phases systémiques de la crise (y compris la phase de stabilisation de 2020) ainsi que de nombreux événements spécifiques tels la crise des subprimes, les variations du cours du pétrole, la crise de l’industrie américaine du schiste, l’arrivée au pouvoir de Bolsonaro, le coup d’état de 2016 en Turquie …  

## Autres dénominations
Le LEAP est également régulièrement cité en utilisant d'autres sigles, liés à ses diverses publications : "Europe2020" (ancienne dénomination), "LEAP2020" (ancienne dénomination), "LEAP/Europe2020", "LEAP/E2020", "LEAP/GEAB", , "GlobalEurope", et autres combinaisons similaires.

## Critiques
Le think-tank est de plus en plus reconnu pour la justesse de ses analyses et de ses prévisions en Europe,,,.